# 1994年のNBAドラフト
1994年のNBAドラフトは、1994年度のNBAドラフト。1994年6月29日、アメリカ合衆国のインディアナ州インディアナポリスで開催された。

## ドラフト指名
| PG | ポイントガード | SG | シューティングガード | SF | スモールフォワード | PF | パワーフォワード | C | センター |

| * | バスケットボール殿堂入り      |
| ^ | 現役プレーヤー                |
| S | NBAオールスター               |
| A | オールNBAチーム               |
| R | NBAオールルーキーチーム       |
| D | NBAオールディフェンシブチーム |
| C | NBAチャンピオン               |
| F | ファイナルMVP                 |
| # | NBAでのプレー経験なし         |
| M | シーズンMVP                   |

### 1巡目
| 指名順 | 選手名                        | 経歴        | 国籍           | 指名チーム                             | 出身校など                   |
| ------ | ----------------------------- | ----------- | -------------- | -------------------------------------- | ---------------------------- |
| 1      | グレン・ロビンソン (SF)       | S R C       | アメリカ合衆国 | ミルウォーキー・バックス               | パデュー大学                 |
| 2      | ジェイソン・キッド (PG)       | * S A R D C | アメリカ合衆国 | ダラス・マーベリックス                 | カリフォルニア大学           |
| 3      | グラント・ヒル (SF)           | * S A R     | アメリカ合衆国 | デトロイト・ピストンズ                 | デューク大学                 |
| 4      | ドニエル・マーシャル (SF)     |             | アメリカ合衆国 | ミネソタ・ティンバーウルブズ           | コネチカット大学             |
| 5      | ジュワン・ハワード (PF)       | S A R C     | アメリカ合衆国 | ワシントン・ブレッツ                   | ミシガン大学                 |
| 6      | シャロン・ライト (PF/C)       |             | アメリカ合衆国 | フィラデルフィア・セブンティシクサーズ | クレムゾン大学               |
| 7      | ラモンド・マレー (SF)         |             | アメリカ合衆国 | ロサンゼルス・クリッパーズ             | カリフォルニア大学           |
| 8      | ブライアン・グラント (PF)     |             | アメリカ合衆国 | サクラメント・キングス                 | ザビエル大学                 |
| 9      | エリック・モントロス (C)      |             | アメリカ合衆国 | ボストン・セルティックス               | ノースカロライナ大学         |
| 10     | エディー・ジョーンズ (SG)     | S A R D     | アメリカ合衆国 | ロサンゼルス・レイカーズ               | テンプル大学                 |
| 11     | カルロス・ロジャーズ (SF)     |             | アメリカ合衆国 | シアトル・スーパーソニックス           | テネシー州立大学             |
| 12     | ハリド・リーヴス (PG)         |             | アメリカ合衆国 | マイアミ・ヒート                       | アリゾナ大学                 |
| 13     | ジェイレン・ローズ (G/F)      | R           | アメリカ合衆国 | デンバー・ナゲッツ                     | ミシガン大学                 |
| 14     | インカ・ダレ (C)              |             | ナイジェリア   | ニュージャージー・ネッツ               | ジョージワシントン大学       |
| 15     | エリック・パイカウスキー (SG) |             | アメリカ合衆国 | インディアナ・ペイサーズ               | ネブラスカ大学               |
| 16     | クリフォード・ロジアー (PF)   |             | アメリカ合衆国 | ゴールデンステート・ウォリアーズ       | ルイビル大学                 |
| 17     | アーロン・マッキー (SG)       |             | アメリカ合衆国 | ポートランド・トレイルブレイザーズ     | テンプル大学                 |
| 18     | エリック・モブリー (PF)       |             | アメリカ合衆国 | ミルウォーキー・バックス               | ピッツバーグ大学             |
| 19     | トニー・デューマス (SG)       |             | アメリカ合衆国 | ダラス・マーベリックス                 | ミズーリ大学カンザスシティ校 |
| 20     | B・J・テイラー (PG)           |             | アメリカ合衆国 | フィラデルフィア・セブンティシクサーズ | テキサス大学                 |
| 21     | ディッキー・シンプキンズ (PF) |             | アメリカ合衆国 | シカゴ・ブルズ                         | プロビデンス大学             |
| 22     | ビル・カーリー (PF)           |             | アメリカ合衆国 | サンアントニオ・スパーズ               | ボストン大学                 |
| 23     | ウェズリー・パーソン (SG)     | R           | アメリカ合衆国 | フェニックス・サンズ                   | オーバーン大学               |
| 24     | モンティ・ウィリアムズ (SF)   |             | アメリカ合衆国 | ニューヨーク・ニックス                 | ノートルダム大学             |
| 25     | グレッグ・マイナー (SG)       |             | アメリカ合衆国 | ロサンゼルス・クリッパーズ             | ルイビル大学                 |
| 26     | チャーリー・ウォード (PG)     |             | アメリカ合衆国 | ニューヨーク・ニックス                 | フロリダ州立大学             |
| 27     | ブルックス・トンプソン (PG)   |             | アメリカ合衆国 | オーランド・マジック                   | オクラホマ州立大学           |

### 2巡目
| 指名順 | 選手名                             | 経歴 | 国籍                     | 指名チーム                             | 出身校など                           |
| ------ | ---------------------------------- | ---- | ------------------------ | -------------------------------------- | ------------------------------------ |
| 28     | デオン・トーマス (F/C)             |      | アメリカ合衆国           | ダラス・マーベリックス                 | イリノイ大学アーバナ・シャンペーン校 |
| 29     | アントニオ・ラング (F/G)           |      | アメリカ合衆国           | フェニックス・サンズ                   | デューク大学                         |
| 30     | ハワード・アイズリー (PG)          |      | アメリカ合衆国           | ミネソタ・ティンバーウルブズ           | ボストン大学                         |
| 31     | ロドニー・デント (F/C)             |      | アメリカ合衆国           | オーランド・マジック                   | ケンタッキー大学                     |
| 32     | ジム・マクイルバイン (C)           |      | アメリカ合衆国           | ワシントン・ブレッツ                   | マーケット大学                       |
| 33     | デリック・アルストン (F)           |      | アメリカ合衆国           | フィラデルフィア・セブンティシクサーズ | デュケイン大学                       |
| 34     | ゲイロン・ニッカーソン (G)         |      | アメリカ合衆国           | アトランタ・ホークス                   | ノースウェスタン・オクラホマ州立大学 |
| 35     | マイケル・スミス (F)               |      | アメリカ合衆国           | サクラメント・キングス                 | プロビデンス大学                     |
| 36     | アンドレイ・フェティソフ (F)       |      | ロシア                   | ボストン・セルティックス               | CBバジャドリード (スペインリーグ)    |
| 37     | ドントニオ・ウイングフィールド (F) |      | アメリカ合衆国           | シアトル・スーパーソニックス           | シンシナティ大学                     |
| 38     | ダーリン・ハンコック (G/F)         |      | アメリカ合衆国           | シャーロット・ホーネッツ               | カンザス大学                         |
| 39     | アンソニー・ミラー (F)             |      | アメリカ合衆国           | ゴールデンステート・ウォリアーズ       | ミシガン州立大学                     |
| 40     | ジェフ・ウェブスター (F)           |      | アメリカ合衆国           | マイアミ・ヒート                       | オクラホマ大学                       |
| 41     | William Njoku (PF)                 |      | ガーナ/ カナダ           | インディアナ・ペイサーズ               | セントメアリーズ大学                 |
| 42     | ガリー・コリアー (SF)              |      | アメリカ合衆国           | クリーブランド・キャバリアーズ         | タルサ大学                           |
| 43     | ショーネル・スコット (C)           |      | アメリカ合衆国           | ポートランド・トレイルブレイザーズ     | セント・ジョンズ大学                 |
| 44     | デイモン・ベイリー (G)             |      | アメリカ合衆国           | インディアナ・ペイサーズ               | インディアナ大学                     |
| 45     | ドウェイン・モートン (F)           |      | アメリカ合衆国           | ゴールデンステート・ウォリアーズ       | ルイビル大学                         |
| 46     | ボション・レナード (SG)            |      | アメリカ合衆国           | ミルウォーキー・バックス               | ミネソタ大学                         |
| 47     | ジェイミー・ワトソン (F)           |      | アメリカ合衆国           | ユタ・ジャズ                           | サウスカロライナ大学                 |
| 48     | ジェヴォン・クルーダップ (F/C)     |      | アメリカ合衆国           | デトロイト・ピストンズ                 | ミズーリ大学                         |
| 49     | クリス・ブルトン (SF)              |      | アメリカ合衆国           | シカゴ・ブルズ                         | ベネディクト大学                     |
| 50     | チャールズ・クラクストン (C)       |      | アメリカ領ヴァージン諸島 | フェニックス・サンズ                   | ジョージア大学                       |
| 51     | ローレンス・ファンダーバーク (PF)  |      | アメリカ合衆国           | サクラメント・キングス                 | オハイオ州立大学                     |
| 52     | アンソニー・ゴールドワイア (PG)    |      | アメリカ合衆国           | フェニックス・サンズ                   | ヒューストン大学                     |
| 53     | アルバート・バーディッド (PF)      |      | アメリカ合衆国           | ヒューストン・ロケッツ                 | テキサス大学                         |
| 54     | ゼリコ・レブラチャ (C)             |      | ユーゴスラビア           | シアトル・スーパーソニックス           | KKパルチザン(ユーゴスラビアリーグ)   |